# Pali-Aike
Le Pali-Aike ou Palei-Aike est un champ volcanique situé à la frontière entre l'Argentine et le Chili.